# (18282) Ilos
(18282) Ilos, désignation internationale (18282) Ilos, est un astéroïde troyen jovien.

## Description
(18282) Ilos est un astéroïde troyen jovien, camp troyen, c'est-à-dire situé au point de Lagrange L5 du système Soleil-Jupiter. Il présente une orbite caractérisée par un demi-grand axe de 5,220 UA, une excentricité de 0,078 et une inclinaison de 8,7° par rapport à l'écliptique.
Il est nommé en référence au personnage de la mythologie grecque Ilos, acteur du conflit légendaire de la guerre de Troie.

## Compléments